# Florence Dixie

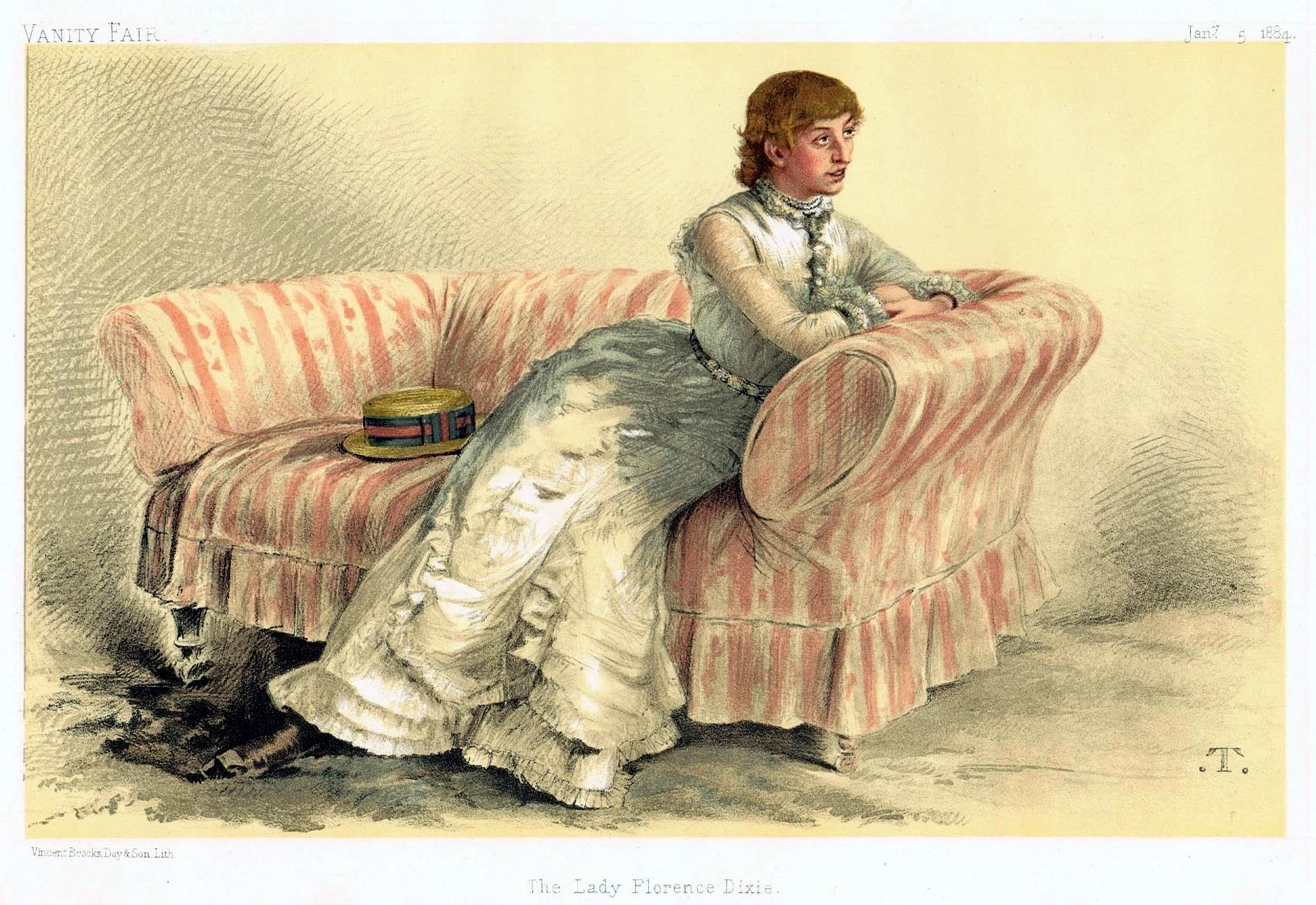
Lady Florence Dixie auf dem Cover von Vanity Fair, 1884

Lady Florence Caroline Dixie (geborene Douglas, * 24. Mai 1855 in Dumfries; † 7. November 1905 in London) war eine britische Reisende, Journalistin, Schriftstellerin und eine feministische Suffragistin in der Viktorianischen Ära.

## Leben

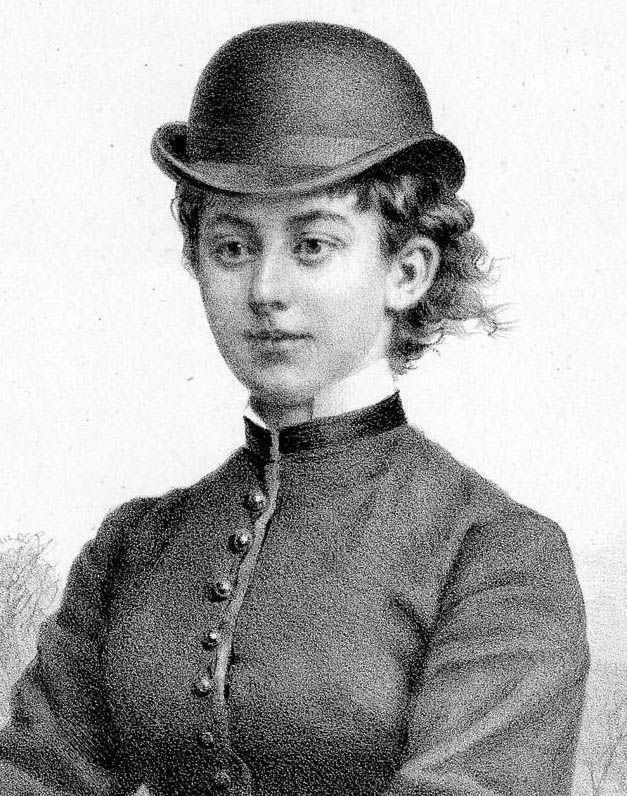
Lady Florence Dixie (um 1880)

Florence Caroline Douglas Familie stammt aus der schottisch-englischen Aristokratie. Sie war die zweite Tochter des Politikers Archibald William Douglas, 8. Marquess of Queensberry (1818–1858) und seiner Ehefrau Caroline Margaret Clayton (1821–1904) sowie die Zwillingsschwester von Lord James Edward Sholto Douglas (1855–1891). Als Tochter eines Marquess führte sie das Höflichkeitsprädikat Lady. Ihre anderen Geschwister waren Lady Gertrude Georgiana Douglas (1842–1893) und drei ältere Brüder: John Sholto Douglas (1844–1900), späterer 9. Marquess of Queensberry, Lord Francis Douglas (1847–1865), starb am Matterhorn, und Lord Edward Archibald Douglas (1850–1938), ein römisch-katholischer Geistlicher.
Als sie drei Jahre alt war, starb ihr Vater durch eine Schussverletzung, die er sich beim Reinigen seiner Waffe zuzog; es wurde weithin angenommen, dass der Marquess Selbstmord begangen hatte. Sie wuchs auf in einer Welt von Anglikanern, die zum Katholizismus übergetreten waren. Ihre Mutter floh 1862 mit den Kindern nach Paris, wo Lady Florence zunächst zu Hause und später in einer von Nonnen geführten Mädchenschule unterrichtet wurde.

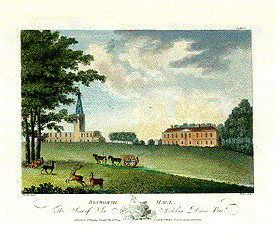
Bosworth Hall, um 1791

Am 3. April 1875 heiratete sie Sir Alexander Beaumont Churchill Dixie, 11. Baronet (1851–1924), besser bekannt als Sir A.B.C.D. oder Beau. Nach der Eheschließung nahm sie den Familiennamen ihres Mannes an und war fortan als Lady Florence Dixie bekannt. Aus der Ehe, die allen Berichten zufolge glücklich verlief, gingen zwei Söhne, George Douglas (1876–1948) und Albert Edward Wolstan (1878–1940), hervor. Bei ihrem jüngsten Sohn stand der Prince of Wales und spätere König Eduard VII. Taufpate. Das Paar lebte auf Bosworth Hall bei Bosworth Market in Leicestershire.
Ende der 1870er Jahre reiste Lady Florence zusammen mit ihrem Ehemann, ihrem Zwillingsbruder und den Kindern nach Patagonien, Südamerika. Nach ihrer Rückkehr nach England schrieb sie ihre Erlebnisse auf. Diese wurden im Buch Riding Across Patagonia veröffentlicht, welches zum Bestseller geriet. Von ihrer Reise durch Patagonien brachte Lady Florence Dixie einen Jaguar mit, der auf den Namen Affums hörte, und hielt ihn wie ein Haustier. Nachdem das Tier mehrere Hirsche im Park von Windsor Castle getötet hatte, kam es in den Londoner Zoo.

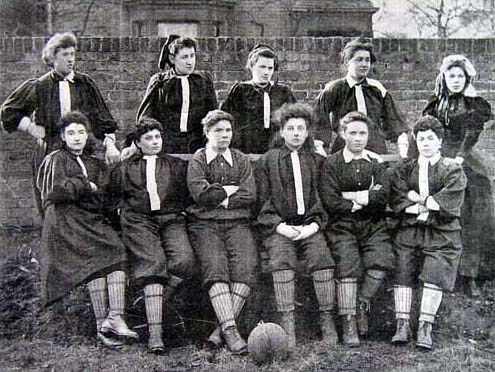
British Ladies Football Club; zweite von links Nettie Honeyball (1895)

Lady Florence war die erste Kriegskorrespondentin der Londoner Morning Post im Zulukrieg (1879) zwischen dem Volk der Zulu und dem britischen Empire in Südafrika. Nach ihrer Rückkehr nach England veröffentlichte sie 1882 das Buch In the Land of Misfortune. Ein Jahr später bekam sie ein Exklusivinterview mit dem Zulu-König Cetshwayo, nachdem seine Ankunft und seine Audienz bei Königin Victoria gewaltiges öffentliches Interesse erregte. Im gleichen Jahr überlebte Lady Florence ein Attentat von den Fenians, nachdem sie einen Artikel (The Case of Ireland) in der Vanity Fair über die irische Partei Home Rule League geschrieben hatte. Königin Victoria ließ den Fall durch ihren Leibdiener und persönlichen Begleiter John Brown untersuchen. Brown starb während der Untersuchung.

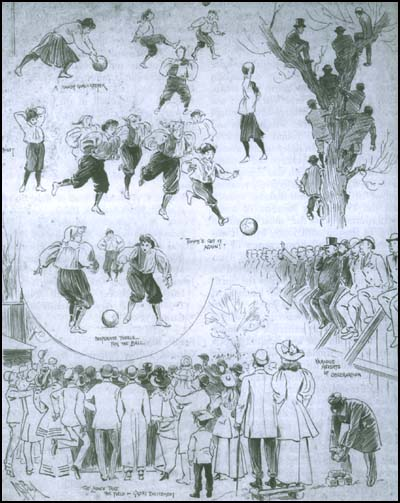
Frauen-Fußball, um 1895

Lady Florence schrieb auch Romane mit politischen Botschaften. Sie propagierte die Gleichberechtigung der Geschlechter in der Ehe, bei der Scheidung, der Kleiderordnung und bei der königlichen Erbfolgeregelung. In weiteren Büchern argumentierte Lady Florence Dixie gegen das Jagen von Wildtieren, in The Horrors of Sport (1891), The Evolution of a Mind (1903) und in Joseph McCabes Religion of Woman (1905) äußerte sie den wachsenden Atheismus und ihre Ansichten über die Befreiung der Frauen in der Gesellschaft. Im Jahr 1891 kam ihre Familie selbst in die Schlagzeilen, nachdem ihr Zwillingsbruder Selbstmord begangen hatte und ihr Ehemann Lord Dixie in schwerwiegende finanzielle Probleme geraten und gezwungen war, das Familienanwesen Bosworth Hall zu verkaufen. Das Paar lebte darauf in deren Stadtwohnung in London. 1894 wurde das erste britische Frauen-Fußballteam, die British Ladies von Nettie Honeyball, gegründet. Deren erste Präsidentin war Lady Florence Dixie und ein Jahr später kam es zum ersten offiziellen Fußballspiel, welches von gut 10.000 Zuschauern verfolgt wurde. Die Presse war amüsiert, da die Spielerinnen zur Wahrung des Anstandes Hütchen auf den Köpfen und Röckchen über Knickerbockern trugen. 1902 verbot der britische Fußballverband die Austragungen von Spielen gegen die Ladys-Teams.
Lady Florence Dixie war auch ein aktives Mitglied der National Union of Women’s Suffrage Societies (NUWSS).

## Werke (Auswahl)

### Romane
| - Abel Avenged: a Dramatic Tragedy (Edward Moxon, London 1877) - Across Patagonia (Bentley, Edinburgh 1880) - Waifs and Strays: The Pilgrimage of a Bohemian Abroad (Griffith, Farren Okeden and Welsh, London 1880) - In the Land of Misfortune (London: Richard Bentley, 1882) - A Defense of Zululand and Its King from the Blue Books (Chatto and Windus, London 1882) | - Redeemed in Blood (Henry & Co., London 1889) - Gloriana. The Revolution of 1900 (Henry & Co., London 1890) - The Young Castaways oder The Child Hunters of Patagonia (1890) - Aniwee. The Warrior Queen (1890) - Isola. The Disinherited: A Revolt for Woman and all the Disinherited (Leadenhall Press, London 1902) - The Story of Ijain. The Evolution of a Mind (London 1903) |

### Kurzgeschichten
| - The Case of Ireland in Vanity Fair, 1882 - Cetshwayo and Zululand, 1882 - In the Land of Misfortune, 1882 - On Cetshwayo and his Restoration in Vanity Fair, 1884 | - Memoirs of a Great Lone Land in Westminster Review, 1893 - The True Science of Living: The New Gospel of Health in Westminster Review, 1898 - The Horrors of Sport (Humanitarian League publication, 1891) - The Mercilessness of Sport, 1901 |

## Sekundärliteratur
- Monica Anderson: Role-Play and Florence Dixie’s „In the land of misfortune“. In: Dies.: Women and the Politics of Travel, 1870–1914. Fairleigh Dickinson University Press. Madisomn, N.J. 2006, ISBN 0-8386-4091-5.
- Margo MacLoone: Women Explorers of the World. Gertrude Bell, Isabella Bird Bishop, Nellie Bly, Margaret Bourke-White, Florence Dixie. Capstone Books, Mankato, Minn. 2000, ISBN 0-7368-0313-0.
- Marion Tinling: Lady Florence Dixie, 1855–1905. In: Marion Tinling (Hrsg.): Women into the unknown. A sourcebook on women explorers and travelers. Greenwood Press, Westport, Conn. 1989, ISBN 0-313-25328-5.

## Erwähnenswertes
- Ein Hotel in Puerto Natales, Chile, trägt ihr zu Ehren den Namen Hotel Lady Florence Dixie.[4]